# Cyclopoida
A Cyclopoida az evezőlábú rákok (Copepodák) egyik rendje, a zooplankton fontos alkotója. Magyar nevük nincs, bár a régies mászó kandics elnevezés részben rájuk vonatkozik. Latin nevük a görög küklópsz szóból ered, mely mitológiai egyszemű óriásokat jelent. A XIX. században Jurine Monoculus quadricornis néven írta le őket, mely névnek az első fele szinonim a Cyclops névvel, a quadricornis pedig a két pár csápra utal, ami a rákok általános jellegzetessége.
A Cyclopoidáknak valóban egy szemük van, az első testszelvényükön, mely már nauplius lárva korukban megjelenik, és általában feltűnő, piros színű. Tengerekben és édesvízben egyaránt megtalálhatók. Négy pár torlábuk hátracsapásával gyors, ugráló mozgásra képesek. Lárváik átalakulással fejlődnek, öt vagy hat nauplius stádiumon és öt copepodit stádiumon keresztül. Petéiket a nőstények két csomóban hordják, az első potrohszelvényükhöz (genitális szelvény) rögzítve. Ezáltal könnyen megkülönböztethetők a Calanoidáktól, melyekre egy petecsomó jellemző.
A Cyclopoidákat megkülönbözteti más Copepodáktól, hogy első csápjuk rövidebb, mint a fej és a tor együttes hossza, második csápjuk pedig egyágú. Testük fő ízülete a negyedik és az ötödik torszelvény között található, tehát podoplea testfelépítésűek. Első csápjuk 3-17 ízből áll. Farokvillaágaik hossza jellemzően 3-7-szerese szélességüknek. A farokvillaágakon 6-6 sörte található, melyek belülről kifelé haladva a következők: belső végsörte, két középső végsörte, külső végsörte, háti sörte, oldalsörte. Ezek egymáshoz viszonyított hossza fajra jellemző.
A Copepodákról szóló szócikkben leírt jellemzők jórészt érvényesek a Cyclopoida rendre, és a többi szabadon élő Copepodára, mint a Calanoidák és a Harpacticoidák.